# Matías Zbrun
Matías José Zbrun (Rafaela, Provincia de Santa Fe, Argentina; 27 de enero de 1985) es un futbolista argentino. Juega como delantero y su primer equipo fue Atlético Rafaela. Actualmente milita en Ferrocarril del Estado de la Liga Rafaelina. Es hermano mellizo del también futbolista Martín Zbrun.

## Trayectoria
Se inició en Ferrocarril del Estado de su ciudad natal, realizó divisiones inferiores en el club Lanús ( Bs. As.), paso por varios equipos del ascenso argentino donde siempre estuvo presente con su cuota goleadora
Fue uno de los goleadores del torneo Argentino A la temporada 2009/2010 con 18 tantos.
Ascendió a la Primera división del fútbol Argentino con Atlético de Rafaela en la temporada 2010-2011.
Disputó el torneo de primera división del fútbol ecuatoriano en Técnico Universitario de Ambato. Luego de su paso por el Club Atlético Unión (Mar del Plata) , marcha a jugar una temporada en Vietnam en un equipo llamado Ðà Nẵng FC . Luego de esa experiencia decide volver a la Argentina para la temporada 2014/15 en el Club Sol de América (Formosa) para participar del Torneo Argentino A.

## Clubes
| Club                      | País      | Año       |
| ------------------------- | --------- | --------- |
| Atlético Rafaela          | Argentina | 2006      |
| Sportivo Belgrano         | Argentina | 2007      |
| Luján de Cuyo             | Argentina | 2007      |
| Brown de Puerto Madryn    | Argentina | 2008-2009 |
| Huracán de Tres Arroyos   | Argentina | 2009-2010 |
| Atlético Rafaela          | Argentina | 2010-2011 |
| Técnico Universitario     | Ecuador   | 2012      |
| Unión de Mar del Plata    | Argentina | 2012-2014 |
| Ðà Nẵng                   | Vietnam   | 2014      |
| Sol de América de Formosa | Argentina | 2014      |
| Cipolletti de Río Negro   | Argentina | 2015      |
| Libertad de Sunchales     | Argentina | 2016      |
| Central Córdoba (SdE)     | Argentina | 2017      |
| Libertad de Sunchales     | Argentina | 2018      |
| Unión de Sunchales        | Argentina | 2018-2020 |
| Ben Hur de Rafaela        | Argentina | 2021      |
| Ferrocarril del Estado    | Argentina | 2021-?    |

## Palmarés

### Campeonatos regionales
| Título        | Club               | País      | Año  |
| ------------- | ------------------ | --------- | ---- |
| Copa Santa Fe | Unión de Sunchales | Argentina | 2018 |

### Campeonatos nacionales
| Título             | Club             | País      | Año  |
| ------------------ | ---------------- | --------- | ---- |
| Primera B Nacional | Atlético Rafaela | Argentina | 2011 |